# Marco Bezzecchi
Marco Bezzecchi (Rimini, 12 de novembro de 1998) é um motociclista que compete na MotoGP pela equipe Mooney VR46 Racing Team.  Estreou na categoria em 2022. Conquistou seu primeiro pódio no Grande Prêmio dos Países Baixos, ao chegar em segundo lugar. No mesmo ano, conquistou sua primeira pole position, em Buriram.